# (6853) 1986 CD2
(6853) 1986 CD2 (1986 CD2, 1991 RV8) — астероїд головного поясу, відкритий 12 лютого 1986 року.
Тіссеранів параметр щодо Юпітера — 3,604.